# Персона (фільм)
«Персо́на» (швед. Persona) — чорно-білий художній фільм шведського режисера Інґмара Берґмана, психологічна драма. Прем'єра відбулась 18 жовтня 1966 року у кінотеатрі «Спеґельн», що у Швеції. Фільм не рекомендовано для перегляду дітям до 16 років.
Берґман називає цю картину (як і фільм «Шепіт і крик») визначальною у своїй творчості. «Свого часу я сказав, що „Персона“ урятувала моє життя. І це не перебільшення. Якби я не знайшов у собі сили зняти цей фільм, я б, імовірно, вже мив посуд», — говорить режисер. Інґмар Берґман у цій стрічці є не лише режисером, але й сценаристом — сценарій він створив за 9 тижнів, під час перебування у лікарні із запаленням легенів. На 23 серпня 2021 року фільм займав 188-у позицію у списку 250 кращих фільмів за версією IMDb.

## Сюжет
Фільм досліджує зіткнення двох діаметрально протилежних особистостей: Елізабет (Лів Улльманн), популярна акторка, яка часто грає у театрах. Замовкнувши одного разу посеред вистави, вона ось уже протягом довгого часу не розмовляє. Спершу не дається можливості зрозуміти, чи акторка насправді втратила голос, чи, можливо, так вона виявляє особистий протест. Аби покращити свій стан, Елізабет звертається до психіатрині (Марґарета Кроок), у лікарню. Там вона знайомиться із медсестрою Альмою (Бібі Андерссон). Альма користується мовчазною компанією Елізабет — розповідає про перебіг свого життя, свої особисті трагедії, намагаючись розібратись у своїх думках. Згодом двох жінок об'єднує спільна подорож до моря, що настільки ж зблизить їх, наскільки й розлучить.

## Критика
Фільм неодноразово схвально оцінювався критикою. Більшість називають стрічку однією із провідних у XX столітті. 1972 року англійський журнал про кіно «Sight&Sound» включив «Персону» до списку 10 найкращих фільмів світу, виділивши стрічці почесне 5-е місце.
Багато критиків припускають, що термін «персона» Берґман запозичив із філософської теорії К. Ґ. Юнґа, який у свою чергу виокремлює поняття «Persona» як своєрідну маску. Ця маска визначає роль людини у суспільстві, приховуючи істинне «я». Розглядаючи стрічку в цьому аспекті, можна побачити в «Персоні» певне продовження сюжету та філософії фільму Берґмана «Особа».

## Нагороди
1968 року Національна спілка кінокритиків США визнала фільм такими нагородами: Найкращий фільм, Найкраща режисура та Найкраща акторка (Бібі Андерссон). Також фільм було включено у список 1000 найкращих фільмів усіх часів газетою «The New York Times».

## Похідні твори
За кіносценарієм Інґмара Берґмана Київський Театр імені Івана Франка у 2016 році поставив п'єсу «Персона». Переклад зі шведської виконала Софія Волковецька.